# Peyo
Pierre Culliford, mais conhecido por Peyo (Schaerbeek, 25 de junho de 1928 — Bruxelas, 24 de dezembro de 1992), foi um cartunista e roteirista belga. Foi o criador de Les Schtroumpfs, Johan et Pirlouit, Poussy, Benoît Brisefer e Jacky et Célestin.

## Morte
Peyo faleceu em Bruxelas na véspera de natal de 1992, vítima de um ataque cardíaco. Ele tinha 55 anos de idade,